# (19080) Мартинфиерро
(19080) Мартинфиерро (лат. Martinfierro) — астероид, относящийся к группе астероидов пересекающих орбиту Марса. Он был открыт 10 мая 1970 года аргентинскими астрономами обсерватории Эль-Леонсито и назван в честь героя поэмы «Гаучо Мартин Фьерро» аргентинского поэта Хосе Эрнандеса.

Орбита астероида Мартинфиерро и его положение в Солнечной системе